# Corbu (Olt)
Pour les articles homonymes, voir Corbu (homonymie).
Corbu est une commune du județ d'Olt en Roumanie.